# (36160) 1999 RZ218
1999 RZ218 (asteroide 36160) é um asteroide da cintura principal. Possui uma excentricidade de 0.05819810 e uma inclinação de 10.24586º.
Este asteroide foi descoberto no dia 5 de setembro de 1999 por LONEOS em Anderson Mesa.